# Понцирус
Понцирус, тролисна поморанџа или тролисни/сибирски лимун (Poncirus trifoliata), припада монотипском роду (род садржи само једну врсту), сродан је са родом Citrus. Потиче из централне Кине и Кореје, док се у Јапану вековима култивише. Познат је и као јапанска/кинеска горка поморанџа.

## Опис врсте
је листопадни жбун или мало дрво, достиже висину од 3 до 6 m. Врста је спорорастућа, са зеленим густо испреплетаним гранама и правим, чврстим, 3-5 cm дугим, зеленим трновима, тако да када листови опадну, биљка остаје зелена.
Листови су наизменични, троделни. Лиске су јајасте или елиптичне, кожасте, у јесен жуте или наранџасте. Вршна лиска дуга 3-5 cm, а бочне 2-3 cm.
Цвета у пролеће, пре листања. Цветови су беле боје са розе прашницима, мирисни. Мирис је мање изражен него код цитруса. Величина цвета зависи од сорте, а креће од 3-5 cm.
Плод је врста бобице хесперидијум (сегментирана бобица). Овај тип плода је карактеристичан за субтрибус Citrinae. Плод је лоптаст, жут са сивкастим сомотастим длачицама; пречник плода је до 5 cm. Унутрашњост бобице је са 6-8 преграда и 1-6 семена у једној комори; већи део плода заузима семе. Семе бело са пергаментастом семењачом ексалбуминско.

## Нуцеларниембрионииполиембрионија
Код семена је честа полиембрионија, у једном семену развија се више од једног ембриона. Специјализоване ћелије нуцелуса или (понекад) интегумента имају ембриогенетски потенцијал и пролазе кроз ембриогенезу, стварајући нуцеларне или адвентивне ембрионе који имају исту генетску структуру као матична биљка. Око 60% семена је полиебрионо и садржи поред зиготног и нуцеларне ембрионе. При клијању су обично супериорнији нуцеларни ембриони, а ембрион настао из зигота је мањи. Ово пружа могућност клонирања индивидуа жељених особина.

## Сорте
Постоји неколико сорти понцируса као што су: Frost, Kryder, Rich, English Large, а најчешћа је Rubidoux. Критеријум за издвајање сорти је углавном величина цвета. Поред ових постоји и патуљаста сорта са увијеним гранама и кривим трновима по којима је и добила име Flying Dragon. Овај варијетет расте до висине од 2,5 m, а може да се гаји и као бонсаи. Најотпорнији је на ниске температуре.

## Однос према еколошким факторима
Понцирус за добар развој захтева заклоњену позицију, слабо кисела и добро дренирана земљишта и светла и осунчана до полусеновита места. Веома је отпоран на ниске температуре, па подноси чак и до -25 °.

## Примена
Због отпорности на ниске температуре и добре компатибилности користи се као подлога за калемљење агрума, а обезбеђује сортама агрума и отпорност на Citrus Tristeza Virus (CTV) и формирање квалитетнијих плодова. Међутим, постоје и неки недостаци понцируса као подлоге, а то су неотпорност на Citrus Exocortis Virus (CEV), затим нетолерантност на алкална земљишта и инкомпатибилност са неким врстама.
Плод је горак или веома кисео и у сировом стању није јестив, али се од њега може правити мармелада. После сушења и претварања у прах може се користити и као зачин.